# Contacts trans-océaniques précolombiens
Les contacts transocéaniques précolombiens sont les rencontres entre les peuples indigènes d'Amérique et les navigateurs d'autres continents antérieures aux explorations de Christophe Colomb.
Le seul à être historiquement avéré est relaté dans deux sagas scandinaves, qui décrivent deux colonies au Groenland fondées vers l'an mille par Érik le Rouge, dont les vestiges matériels ont été retrouvés lors des fouilles de quelques sites scandinaves et indigènes au Groenland, dans l'Arctique canadien et à Terre-Neuve.
D'autres contacts présumés s'appuient sur des découvertes archéologiques discutées et sur des récits légendaires. Ils sont donc sujets à évaluations : certains relèvent du mythe. mais posent aussi la question de la formation des légendes et de leur rapport avec les réalités culturelles (préhistoriques, protohistoriques, antiques). Les contacts précolombiens font depuis des siècles l'objet d'une certaine fascination, cherchant notamment à contester à Colomb et à l'Espagne la découverte et l'exploration de l'Amérique par les Européens de l'époque moderne. Toutes les migrations humaines antérieures à l'Antiquité et correspondant à la période préhistorique sont regroupées dans l'article sur les théories du premier peuplement de l'Amérique.

## Préhistoire

Carte de l'Amérique montrant des sites avant la culture Clovis.

L'origine des premiers habitants du continent américain fait l'objet de débats, parfois de polémiques, parmi les archéologues contemporains. Plusieurs théories ont vu le jour sur le contexte et la date de leur arrivée ; certaines découvertes récentes pourraient remettre en cause le modèle jusqu'ici le plus pertinent de la culture Clovis. Notamment, des outils de pierre de style européen, datant de 19 000 à 26 000 ans, ont été découverts à différents endroits de la côte Est américaine.

## Antiquité

### Égyptiens
La découverte de tabac dans le baume des momies égyptiennes a surpris les scientifiques et a soulevé la question de son origine. Cette découverte remonte à l'arrivée à Paris en 1976 de la momie royale de Ramsès II à l'initiative de l'historienne Christiane Desroches Noblecourt. L'étude botanique de la momie de Ramsès II est confiée à madame Michèle Lescot, taxinomiste et spécialiste en anatomie végétale du laboratoire de phanérogamie du Muséum national d'histoire naturelle à Paris. La découverte de composants Nicotiana, parmi les débris végétaux du baume viscéral, laisse la spécialiste perplexe. Le scepticisme de ses confrères accompagne sa première constatation, car la « Nicotiana L. » est un élément constitutif du tabac américain. Elle confie quelques échantillons à monsieur Jean-Renaud Steffan, spécialiste du laboratoire d'entomologie du Muséum. Celui-ci confirme non seulement les recherches de sa consœur, mais en plus y découvre la présence d'un coléoptère parasite du tabac américain, la vrillette du tabac,. Les éléments de Nicotiana L. observés au microscope appartiennent aux Solanacées, grande famille bien représentée sur le continent américain.
La présence de nicotine pourrait s'expliquer par l'usage de Solanacées africaines ou par la contamination éventuelle des momies à l'époque contemporaine, le tabac ayant été utilisé, au XIXe siècle, comme insecticide.
En 1992, Svetla Balabanova, toxicologue et médecin légiste du laboratoire du musée des antiquités égyptiennes de Munich, met en évidence la présence, non seulement de nicotine, mais aussi de cocaïne dans des momies égyptiennes. Si la trace de nicotine peut s'expliquer éventuellement comme une contamination au cours du XIXe siècle, en tant qu'agent insecticide, quoique la présence d'un coléoptère parasite du tabac américain semble témoigner d'une origine exogène, la présence de la cocaïne, inconnue en Eurasie jusqu'à l'époque précolombienne, restait inexpliquée. La contre-expertise réalisée en 1997 par la conservatrice du département d’égyptologie du musée de Manchester n'a cependant pas permis d'authentifier la présence de cocaïne dans ces momies.

### Phéniciens

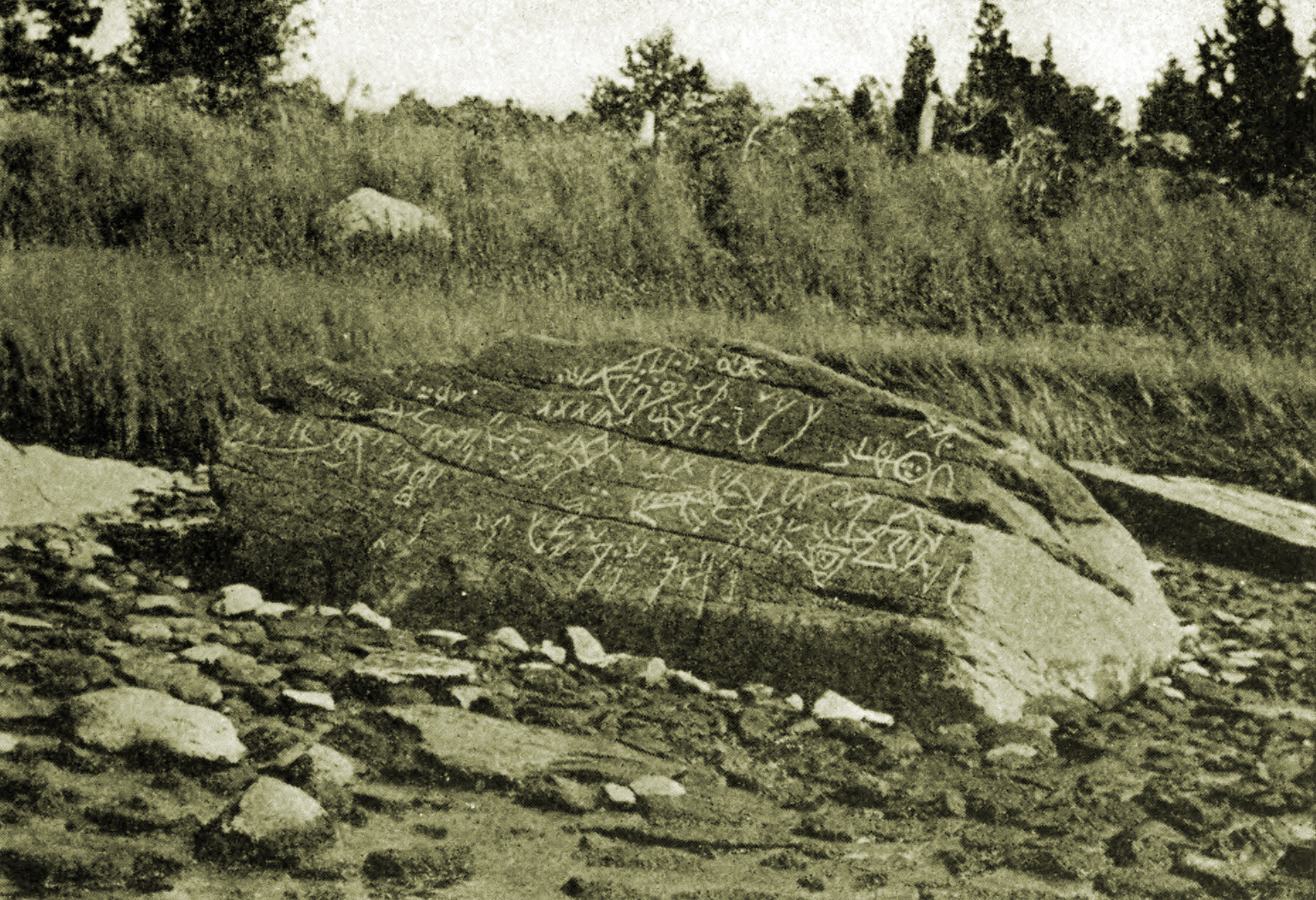
Le rocher de Dighton en 1893.

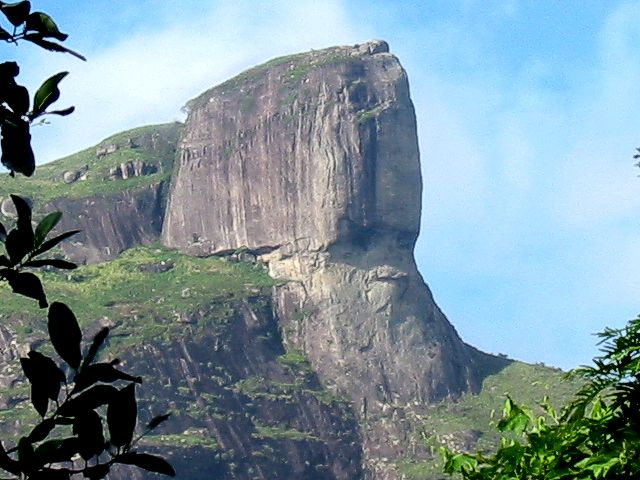
Le « visage » paréïdolique de Pedra da Gavea, près de Rio de Janeiro

Au XVIIIe siècle, le révérend-père Ezra Stiles, président de l'Université Yale, soutient que le rocher de Dighton (Massachusetts, États-Unis) serait couvert de pétroglyphes phéniciens,. La théorie est notamment développée par l'historien Jeremy Belknap et par un érudit français, Antoine Court de Gébelin, en 1781. Elle n'est pas jugée recevable par les historiens contemporains.
Une autre théorie manquant de validation archéologique sérieuse concerne une gigantesque « sculpture ». Celle-ci se trouve au sommet de la montagne de Pedra da Gávea surplombant la ville de Rio de Janeiro et semble représenter un visage européen et barbu. Cette immense tête est visible à des kilomètres à la ronde. Au début du XIXe siècle, peu après l'indépendance du Brésil, furent découvertes de prétendues inscriptions phéniciennes sur le côté de la falaise de Pedra da Gavea (à la hauteur de la coiffe), face à la mer. Elles indiqueraient la phrase suivante : « LAABHTEJBARRIZDABNAISINEOFRUZT ».
 Le phénicien s'écrivant de droite à gauche, l'inscription devient alors :
« TZUR FOENISIAN BADZIR RAB JETHBAAL » se traduisant ainsi : « Badezir, Phénicien de Tyr, fils aîné de JethBaal ». Plusieurs arguments ont été alors objectés : d'abord, la forme de cette montagne pouvait n'être que le résultat de l'érosion naturelle et son interprétation sous la forme d'un visage que le reflet d'un imaginaire (paréidolie). De plus, les Phéniciens ne s'appelaient pas eux-mêmes par ce nom (« phénicien » est un terme grec). Enfin, cette hypothèse s'inscrivait dans un contexte de propagande nationaliste de la jeune nation brésilienne, qui était à la conquête du leadership des nations américaines, qui n'était pas encore bien établi. La réalisation de nombreux faux phéniciens au Brésil au XIXe siècle est d'ailleurs bien connue des spécialistes de la civilisation phénicienne.
Au XXe siècle, le ministère brésilien de l'Éducation et de la Santé a déclaré, en conclusion des analyses officielles réalisées par des archéologues et des géologues, qu'il ne s'agissait que de traces d'érosion ressemblant à des gravures, et que les autorités brésiliennes réfutaient l'existence d'inscriptions phéniciennes sur le territoire brésilien.
En 1982, un chasseur de trésors nommé Burrows a affirmé avoir découvert dans l'Illinois un trésor constitué, notamment, de monnaies nord-africaines antiques dans un site dont il n'a jamais dévoilé la localisation, connu sous le nom de Grotte de Burrows. Dans The Lost Treasure of King Juba: The Evidence of Africans in America before Columbus (2003), l'auteur Frank Joseph affirme que la découverte de Burrows permet d'affirmer que des navires phéniciens ont accosté aux États-Unis. Cette théorie a connu une certaine popularité, faisant même l'objet d'un épisode de la série America Unearthed sur History Channel, mais le consensus de la communauté des archéologues est qu'il s'agit d'un canular.

### Grecs
Pausanias relate l'existence d'îles qui auraient été situées au-delà de l'océan Atlantique dénommée îles Satyrides, qu'il nomme terre d'outre-océan, peuplée par des « hommes à peau rouge, à chevelure noire et raide comme le crin d'un cheval ». Il tiendrait cette information de marins au « long cours », notamment d'un certain Euphémos de Carie, marin originaire de Carie. Cependant Pausanias tient à préciser que tous ces navigateurs bien qu'ils soient des hardis marins, sont de fieffés menteurs. Néanmoins la description faite de ces hommes d'outre œkoumène demeure une énigme qui pose la question récurrente sur d'hypothétiques navigations transocéaniques, involontaires ou non, connues ou restées secrètes, imprécises ou fantaisistes, au cours de l'Antiquité.

### Romains
La tête de Tecaxic-Calixtlahuaca est une tête d'homme barbu portant une sorte de chapeau pointu, de style romain, probablement fragment d'une figurine en terre cuite, découverte en 1933 dans une tombe précolombienne de Tecaxic-Calixtlahuaca – vallée de Toluca, à environ 65 km de Mexico. Aucune hypothèse expliquant sa présence sur le site n'a encore été confirmée.
D'autre part, au cours de fouilles archéologiques dans la villa de l'éphèbe à Pompéi, une peinture murale est découverte représentant un fruit ayant l'aspect de l'ananas. Cette œuvre d'art est à présent conservée au sein du musée archéologique national de Naples. Cependant, certains fruits de l'Ancien Monde ont un aspect extrêmement proche de l'ananas : cycas d'Afrique et sagoutier indien.
En 1982, l'épave d'une galère romaine ayant plusieurs amphores et des bols en céramique dans sa soute, aurait été découverte dans le fond de la baie de Guanabara, au Brésil. Selon Robert F. Marx, elle daterait du IIe siècle av. J.-C. Amphores et bols ont été datés par la Smithsonian Institution de Washington. L'identification des poteries et céramiques a indiqué que celles-ci auraient été fabriquées dans la région de l'ancienne Carthage, alors occupée par les Romains, soit après 146 av. J.-C.[réf. nécessaire]. Cette découverte est cependant sujette à controverses.
Trois textes antiques font référence à des « Indiens » qui furent offert à Quintus Metellus Celer (proconsul de Gaule) par le roi des Suèves, relatant que ceux-ci, partis d'Inde par la mer pour y faire du commerce, avaient été déportés en Germanie par des tempêtes. Le terme d'« Indien » répond ici à la même logique que celle utilisée par Colomb : « venant d'Inde » via l'océan Atlantique, en l'absence de terres intermédiaires.

## Moyen Âge

### Saint Brendan

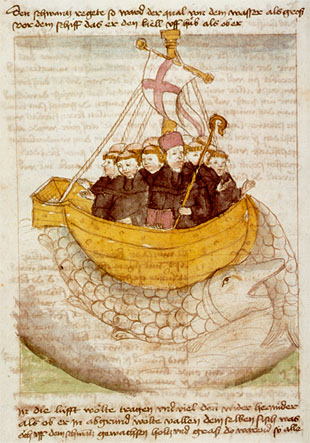
Le voyage de saint Brendan illustré par un manuscrit du XVe siècle

Brendan de Clonfert ou Bréanainn de Clonfert est né vers 484 à Ciarraight Luachra en Irlande. Parti pour une quête de sept ans à la recherche du jardin d'Eden, Saint Brendan ou Brandan s'aventure sur l'océan Atlantique avec une petite embarcation (probablement un currach) et plusieurs moines, vers 530. Ils reviennent en Irlande en affirmant avoir découvert, vers l'Ouest, une île qu'ils assimilent au Paradis. Le récit rapidement propagé de leurs aventures attire de nombreux pèlerins à Aldfert, le village d'où saint Brandan avait pris son départ avec ses compagnons. Saint Brendan continue de voyager dans les îles britanniques et en Bretagne pendant près de vingt-cinq ans. À l'estuaire de la Rance, il fonde un couvent à Aleth, puis retourne en Irlande où il meurt vers 577/578.
En 1976, le Britannique Tim Severin construit une barque en peaux de bêtes tendues et en atteignant Terre-Neuve par les îles Féroé et l'Islande, prouve que le voyage de Brendan jusqu'en Amérique était techniquement possible.
Des spécialistes de littérature médiévale et de géographie historique s'accordent cependant à ne pas voir dans la navigation la retranscription exacte d'un authentique voyage et considèrent qu'il n'y a pas de preuves que Brendan ait pu dépasser l'Islande,.

### Vikings

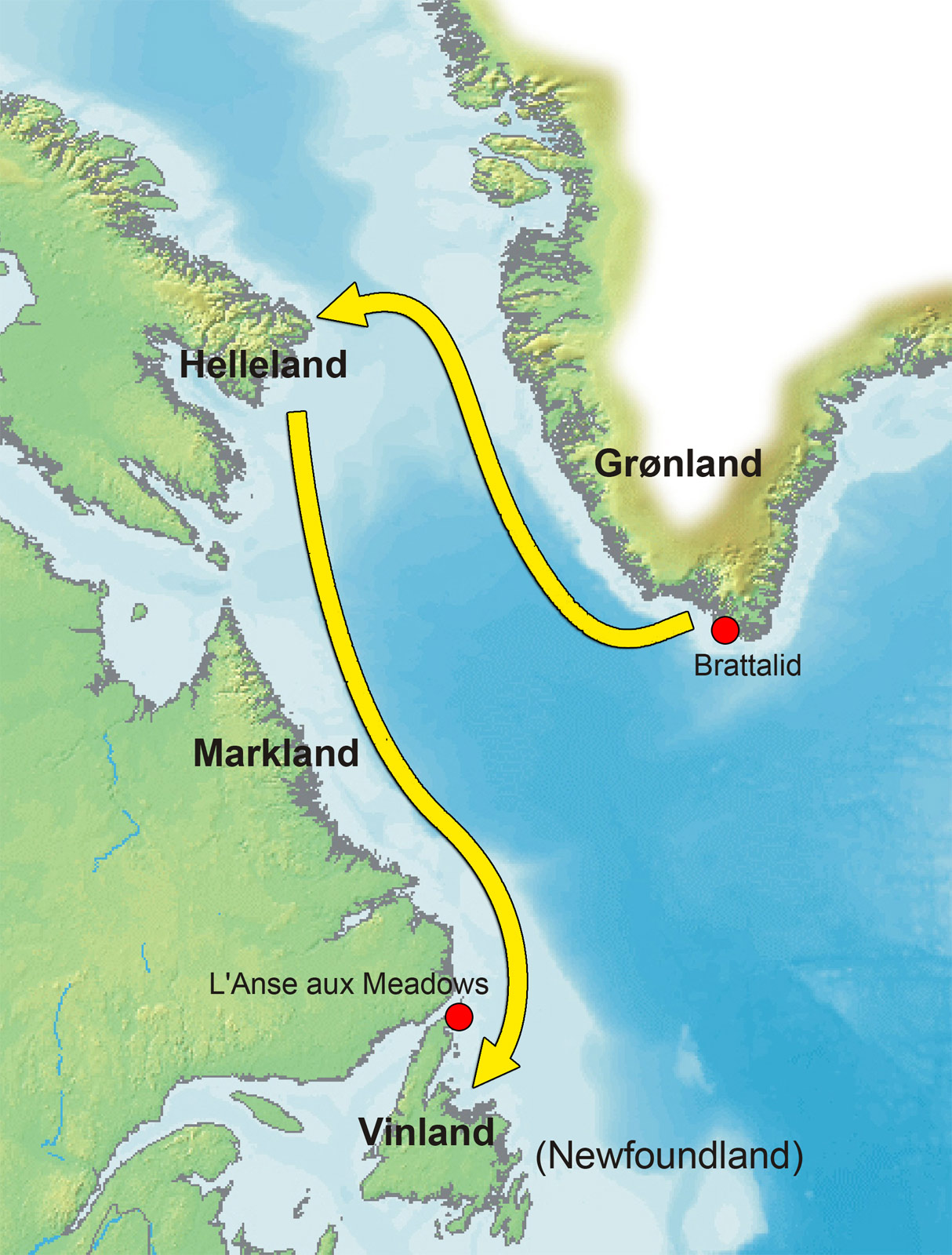
Localisation des lieux Vikings

Les Vikings sont la plus ancienne civilisation de l'« Ancien monde » pour laquelle il existe un consensus historique et une preuve archéologique de voyages aux Amériques. Vers l'an 1000, Leif Erikson navigue depuis le Groenland jusqu'à Terre-Neuve, qu'il appelle Vinland. Longtemps considérée comme une simple légende, cette hypothèse est accréditée en 1960 par la découverte des restes archéologiques dans l'Anse aux Meadows, où Leif Erikson aurait fondé une colonie - ce qui ferait de lui le découvreur nord-européen de l'Amérique. Les colonies sont évacuées par la suite, après une période variant de quelques dizaines d'années à deux siècles d'occupation discontinue. Des relations hostiles avec les autochtones et le petit âge glaciaire de la fin du Moyen Âge sont avancés comme des causes de l'abandon de ces installations.
Les Vikings ont nommé les terres américaines de noms nordiques :
- Groenland « Terre verte » = Groenland
- Helluland « Terre des pierres plates » = Terre de Baffin
- Markland « Terre des forêts » = Labrador, Québec et vallée du Saint-Laurent
- Vinland « Terre des vignes » ou « Terre des pâturages », localisation exacte incertaine[26],[27]

#### Pierre runique de Kensington
La pierre runique de Kensington, découverte au sud des Grands Lacs dans le Minnesota, aux États-Unis, dont l'authenticité est débattue, fait toujours l'objet d'études pour étayer les informations qu'elle contient. En effet, le texte gravé et daté du milieu de l'année 1362 révèle la présence d'une expédition d'une vingtaine de Vikings accompagnés d'une dizaine de Goths.

#### Carte du Vinland et des îles de l'océan Atlantique
Cette carte marine montrant les côtes nord-américaines et les îles de l'Atlantique fut l'objet de multiples études. Sujet de controverses pendant des années à la suite d'une analyse du papier la datant de 1434 +/-11 ans, le débat a été refermé en 2021 lorsqu'une équipe de l'université de Yale a mené une nouvelle analyse de l'encre relevant la présence de titane et démontrant la contrefaçon.

### Polynésiens
Les Polynésiens ont progressivement colonisé les îles du Pacifique au cours du premier millénaire ; le point le plus à l'est où leur passage est attesté est l'île de Pâques. Cependant la présence de la patate douce, plante originaire d'Amérique, dans toute la Polynésie dès l'arrivée des premiers navigateurs européens fait penser que celle-ci aurait pu avoir été introduite du continent par les Polynésiens. La dissémination de graines par le vent ou des oiseaux est aussi une hypothèse plausible.

### Madoc
Madoc était un prince gallois qui aurait découvert l'Amérique en 1170, soit trois cents ans avant Christophe Colomb. L'histoire raconte que Madoc aurait remonté les grands fleuves de l'Amérique du Nord et rencontré des tribus amicales et hostiles d'Indiens avant de s'installer quelque part sur les grandes plaines. Il aurait débarqué cent vingt hommes, et revint équiper en Europe une flottille de dix navires pour transporter dans ce nouvel établissement tous les éléments d'une colonie permanente. Selon la légende, des colons se seraient intégrés dans des tribus d'Indiens et leurs descendants seraient restés sur la frontière américaine pendant quelques siècles. Ce récit commença a se propager vers la seconde moitié du XVIe siècle pour justifier la souveraineté de l'Angleterre sur le Nouveau Monde en utilisant le récent Laws in Wales Acts. Le révérend Morgan Jones, capturé en 1669 par une tribu iroquoise (les Tuscaroras), fut le premier à rendre compte d'Indiens parlant gallois. Le chef l'aurait épargné en entendant que Jones parlait gallois, langue qu'il comprenait. Jones serait resté quelques mois dans la tribu à prêcher l'Évangile avant de retourner aux colonies anglaises où il raconta son aventure en 1686.

### Récit d'al-Idrisī
Plusieurs récits arabes médiévaux existent sur de telles expéditions. Comme dans les récits latins de la même époque, « Le problème est que dans tous ces livres, comme dans leurs équivalents latins, le merveilleux côtoie le vrai et il n’est pas toujours si évident de tracer la limite quand le récit devient vraisemblable. »

« Ce fut de Lisbonne que partirent les « égarés » [al-mugharrīn] lorsqu’ils partirent sur l’océan des ténèbres pour savoir ce qui s’y trouvait et quelles étaient ses limites, comme nous l’avons dit plus haut. Ils ont à Lisbonne, près des bains chauds, une ruelle qui porte leur nom et est désignée comme la « ruelle des égarés » pour toujours »

— Al Idrissi
Huit marins partis de Lisbonne font cap 11 jours à l'ouest, et 12 jours au sud. Ils atteignent successivement une « l’île des moutons » inhabitée, puis une autre île où ils sont faits prisonnier par un roi parlant l'arabe. Ils sont renvoyés vers l'Est et atteignent le pays berbère, près de la ville d’Asafī. L'histoire présente des similitudes importantes avec le voyage de saint Brendan.

### Empire du Mali
D'après un auteur arabe du XIVe siècle, Chihāb Al-Omari, entre les XIIe – XIIIe siècles, Abubakar II, mansa de l'empire du Mali, aurait lancé deux expéditions pour connaître les limites de l'océan. La première expédition aurait comporté 200 pirogues, dont une seule serait revenue. La seconde expédition se serait composée de 2 000 pirogues, chargées de vivres et d'eau. Abubakar II aurait embarqué sur une de ces pirogues, laissant le pouvoir à son fils Kango Moussa. Aucune embarcation ne serait revenue et Abubakar II aurait péri, certainement en mer.
« Le témoignage de Chihāb Al-Omari est l’exemple par excellence de l’hapax invérifiable. Rien ne permet de dire que l’événement a bien eu lieu, rien non plus n’autorise à ignorer totalement ce texte. » Jean Devisse considère que cette expédition a une plausibilité faible, mais ne peut être considéré comme une pure fable.
À ce jour, aucun élément matériel ne permet d’attester qu’une telle expédition ait effectivement réussi.
Le journaliste Ivan Van Sertima propose de voir dans la légende Inca de Quetzalcóatl le récit mythifié de l’arrivée de ce roi africain,. Cette théorie fait l'objet d'une « critique dévastatrice » en 1997 de la part de trois mésoaméricanistes dans la revue de référence Current Anthropology, « dénonçant les plus rédhibitoires de ses erreurs et montrant clairement combien certaines sont grossières ». L'ensemble des arguments de type culturels au départ de l'Afrique ont été réfutés. Ivan Van Sertima, a été accusé par la communauté scientifique d'être un pseudo-scientifique s'attaquant à l'héritage culturel du continent américain.

### Frères Zeno

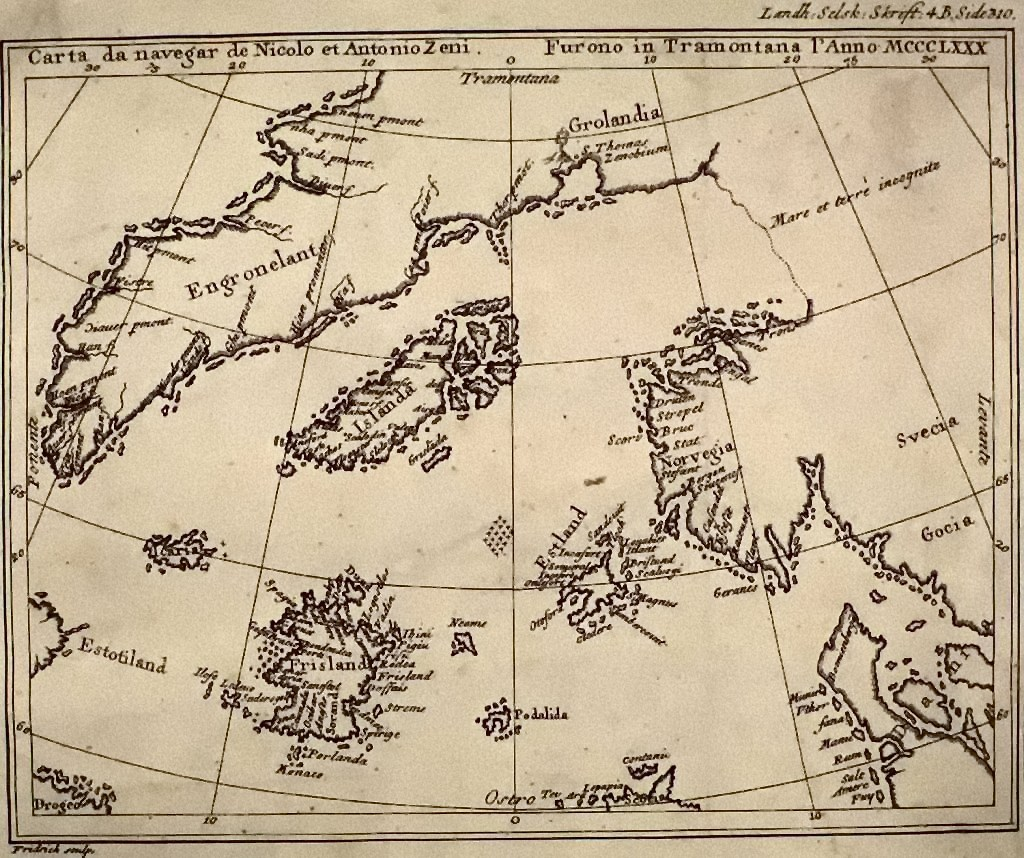
Carte des frères Zeno représentant le Groenland et les côtes nord-américaines

Aux alentours de 1390, trois hommes – Zichmni, qu'une hypothèse veut être Henry Sinclair et les deux frères italiens explorateurs Niccolo et Antonio Zeno – auraient exploré la route de l'océan Nord-Atlantique, selon un descendant écrivant en 1588. Ce récit du XVIe siècle est considéré comme « une des inventions les plus absurdes et en même temps les plus réussies de l’histoire des explorations », en raison du succès qu'il a eu jusqu'à l'époque contemporaine.
Après l'exploration de l'Écosse, vers 1390 Niccolo Zeno serait devenu officier de marine pour le compte d'Henry Sinclair. Niccolo aurait entrepris de cartographier le littoral du Groenland afin de préparer un voyage vers des terres découvertes à l'ouest par différents marins. Niccolo serait décédé en 1395 avant ce voyage. Antonio, arrivé en Écosse, va pouvoir prendre connaissance des écrits de son frère. Sinclair se serait rendu en 1398 en Amérique sur le territoire de ce qui sera plus tard Terre-Neuve et la côte Sud-Est du Canada.
En 1558, un descendant des frères Zeno publie un livre sur le récit de leurs voyages avec une carte devenue aussi célèbre que controversée, la carte Zeno,. Cette dernière a en réalité été construite à partir d'une carte de 1537 des régions septentrionales, exécutée par le Suédois Olaus Magnus, et sur la carte du xve siècle, du Danois Claudius Clavus

### Zheng He

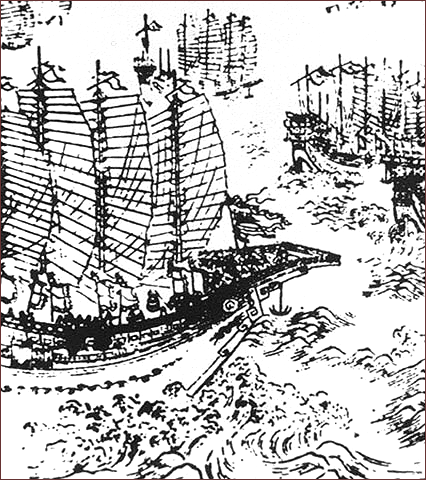
Fusain représentant la flotte de Zheng He

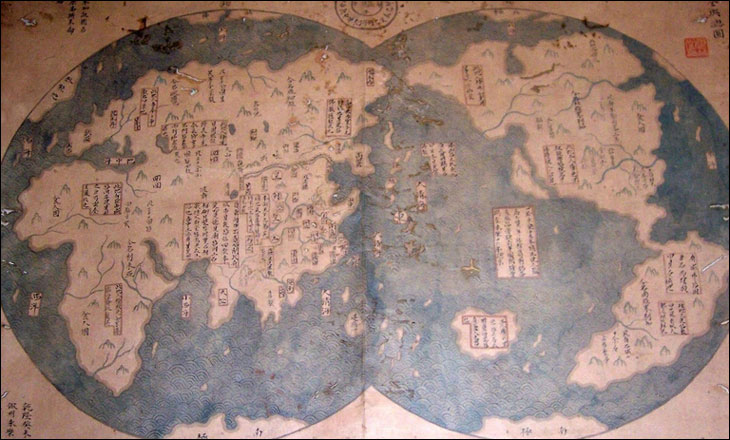
Carte dite de Liu Gang, souvent présentée comme la reproduction par Mo Yi Tong en 1763 d'une carte de 1418 et utilisée comme preuve des voyages de Zheng He, mais considérée comme un faux par plusieurs spécialistes,.

D'après l'auteur pseudohistorique britannique Gavin Menzies, la flotte chinoise de l'amiral Zheng He aurait atteint les Antilles depuis l'Afrique, et la côte ouest de l'Amérique via le détroit de Magellan ainsi que l'Australie.
Cette thèse contestée fut élaborée à partir de l'étude d'anciennes cartes maritimes italiennes et portugaises antérieures aux voyages de Christophe Colomb et montrant des îles et territoires inconnus des Européens à cette époque, interprétés généralement par les historiens comme des îles imaginaires.

### Portulans, cartes marines et mappemondes desXIVeetXVesiècles
L'étude des mappemondes anciennes, notamment celles de la seconde moitié du XIVe siècle et de l'ensemble du XVe siècle, indiquent que les connaissances sur la cartographie marine de l'océan Atlantique étaient relativement développées parmi les marins européens.
Dès le XIVe siècle, des cartes marines et autres portulans circulent parmi les navigateurs européens. Des îles sont clairement indiquées à l'Ouest de l'océan Atlantique ; île d'Antilia, île de Brasil, île de Bacalao, île de Santanaxia, île de Saint-Brandan, îles des Sept cités, etc.

### Île de Brasil
Dans la seconde moitié de la période médiévale, un bois rougeâtre exotique apparaît dans la construction des palais princiers.

#### La bibliothèque deCharles V le Sage(XIVesiècle)

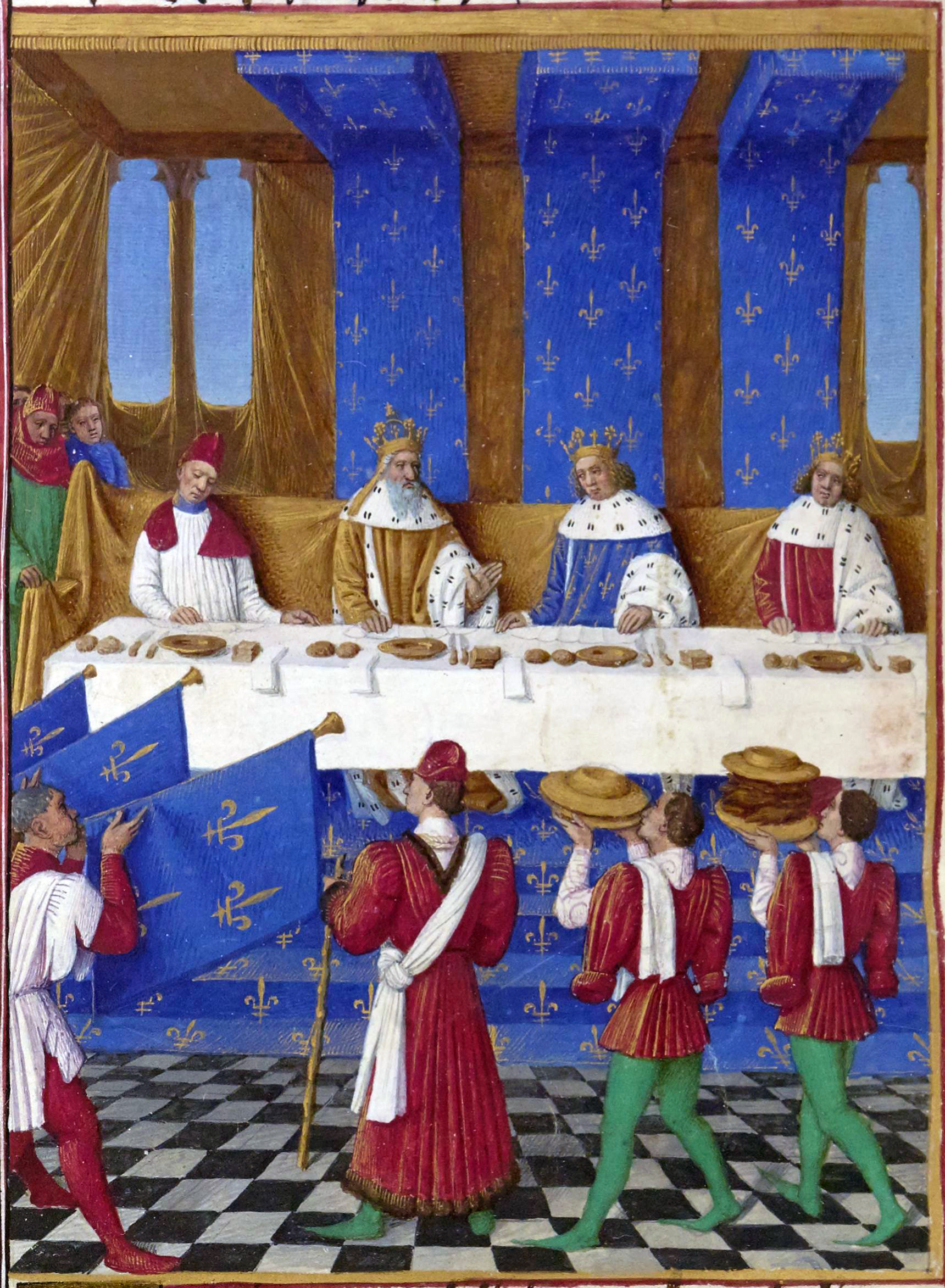
Le roi Charles V de France

En plein XIVe siècle, le roi de France Charles V de France agrandit les limites de Paris. Il fait édifier le château de Vincennes au-dehors des limites de la ville afin de pouvoir échapper aux éventuelles révoltes des bourgeois de Paris, comme ce fut le cas, avant son règne, avec leur représentant, le prévôt des marchands Étienne Marcel.
Il fait construire de nouvelles enceintes au palais du Louvre. De nouvelles salles princières et royales sont édifiées, notamment la fameuse bibliothèque de Charles V, la plus importante de toute l'Europe (grand érudit et amateur de livres) dont l'intérieur est réalisé avec un bois rare et exotique de couleur rouge, qui proviendrait du Brésil selon les travaux de recherches de l'université Montpellier-III.[réf. nécessaire]
Dès la seconde moitié du XVe siècle, des navigateurs français et européens se seraient rendus au Brésil pour rapporter le fameux bois couleur de braise :
- les sceptiques émettent l'hypothèse que ce bois rouge ne proviendrait pas du Brésil mais du Levant et pourrait être le fameux cèdre du Liban ;
- Alexander von Humboldt émet l'hypothèse que ce bois rouge pourrait provenir des Indes ou de plus loin encore, de la côte de Malabar et de Malaisie, dont le commerce était florissant au Moyen Âge, notamment grâce aux commerçants arabes. Humboldt précise, dans son livre Examen critique de l'Histoire et Géographie du nouveau continent aux XVe et XVIe siècles, qu'un bois rouge propre à la teinture était connu en Italie et en Espagne trois siècles avant le voyage de Vasco de Gama vers Goa et Calicut[44] ;
- selon le scientifique américain Edward Bancroft (XVIIIe siècle), dès le XIIe siècle, les termes « Brasile » et « Braxilis », indiquant un bois rouge, viendrait du mot italien bragio : braise.

#### Indication d'une île de Brasil sur les cartes marines dès leXIVesiècle
Alexandre de Humboldt rappelle, dans son livre Examen critique de l'Histoire et Géographie du nouveau continent aux XVe et XVIe siècles, que de nombreuses cartes marines, portulans et mappemondes représentent depuis le XIVe siècle, une île plus ou moins étendue et située le plus souvent au sud-ouest de l'océan Atlantique, sous des appellations différentes mais relativement proches : Brasile, Bracie, Bresily, Bersil, Brazilæ, Bresilji, Braxilis, Branzilæ ;
- la carte marine d'Angelino Dulcert de Gênes datant de 1339 serait la première carte indiquant l'île de Brasil ainsi que les îles de Saint Brandan et d'Antillia[45],[46] ;
- la carte de Zuane Pizzigano datant de 1367 indique les îles de Brasil, d'Antillia et de Saint Brandan[47] ;
- la carte de Abraham Cresques réalisée en 1375 indique également une île de Brasil située au sud-ouest de l'Irlande[48] ;
- la carte du Vinland (1434) indique l'« île de Branzilæ », situé juste au sud d'une autre île nommée Antilia ;
- la carte d'Andrea Bianco (1436) indique une île du nom d'« Isola de Bersil ».

### Indigènes de Béringie
Des fouilles archéologiques réalisées en Alaska ont exhumé des perles de verre de fabrication vénitienne datées du début du XVe siècle. Celles-ci auraient vraisemblablement voyagé de proche en proche à travers l'Eurasie avant d'être emportées en Amérique par des populations autochtones traversant le détroit de Béring.

## Renaissance

### Pêcheurs européens au large de Terre-Neuve
L'Europe découvre au début du XVe siècle, grâce au commerce portugais, un nouveau poisson : la morue. C'est une source nouvelle de protéines animales que de nombreux bateaux cherchent désormais à exploiter au cours de pêches hauturières. Les marins portugais signalent l'île de Bacalao particulièrement riche de ce poisson, et dont on pense aujourd'hui qu'il s'agit de Terre-Neuve.
Ces ressources attirent les équipages portugais, basques, irlandais, anglais, vénitiens et hollandais et français avec notamment des pêcheurs bretons de Paimpol et de Saint-Malo, des marins normands de Barfleur et de Dieppe, enfin d'autres de La Rochelle et du Pays basque partent pêcher la morue au large des côtes canadiennes et dans le golfe du Saint-Laurent. La Ligue hanséatique contrôle le marché européen de la morue et s'enrichit avec ce commerce florissant en tenant fermement les ports de l'Europe centrale (mer du Nord, mer Baltique). En France, dès le début du XVe siècle les marins-pêcheurs français payent la dîme au roi de France sur « les Pescheries des terres neufves ». Il en est de même pour les pêcheurs morutiers bretons qui paient la dîme sur la vente de la morue depuis le milieu du XVe siècle.
La pièce la plus significative concernant la possible découverte de Terre-Neuve par des pêcheurs bretons est une charte de l'abbaye de Beauport à Paimpol, datée de 1514, et qui fait état d'un litige entre les moines et les habitants de l'île de Bréhat à propos de droits, établis 60 ans auparavant (donc vers 1454), de dîme sur la pêche « tant à la coste de Bretaigne, la Terre-Neuffre, Islande que ailleurs ».
Les marins basques pratiquaient également la pêche à la baleine. Le légiste bordelais E. Cleirac indique dans son livre Us et coutumes de la mer (1647), que cent ans avant Christophe Colomb, les Basques chassaient déjà la baleine, pratiquaient la pêche à la morue. Il précise que ces marins basques auraient même découvert le grand et le petit banc des morues au large de Terre-Neuve, et effectué la reconnaissance des côtes et rivages du golfe du Saint-Laurent, également cent ans environ avant les navigations de Christophe Colomb.
Adolphe Bellet, conseiller du commerce extérieur de la France de la fin du XIXe siècle, affirme quant à lui que les marins basques auraient découvert Terre-Neuve vers 1350, sans y établir pour autant de colonie ni de comptoir commercial, mais en fréquentant régulièrement durant deux siècles les côtes de Terre-Neuve. M. Bellet déplore cependant qu'aucune trace écrite ne permette à ce jour de confirmer son affirmation. Il fallut attendre 1506 pour voir les Normands de Dieppe et de Honfleur y établir leur première colonie.
La possession stratégique des Açores et de l'Islande, respectivement par le Portugal et la Norvège rend probable que ce soient leurs marins qui se seraient les premiers aventurés dans ces eaux. En particulier João Fernandes Lavrador parti des Açores via l'Islande (1491) redécouvrit « officiellement » Terre-Neuve et le Groenland dès 1492 année de la découverte des Amériques par Colomb. Des contacts antérieurs dans la région de Terre-Neuve par des Portugais avaient pu être noués durant des expéditions précédentes (voir le paragraphe João Vaz Corte-Real).

### Île d'Antilia
Jean-Antoine Letronne indique en 1837 dans le Journal des Savants que le terme Antilia apparaît sur les cartes marines et mappemondes dès le XIVe siècle. L'île d'Antilia figure notamment sur le globe de Martin Behaim (1491-1493), sur la carte de Paolo Toscanelli (1468), ainsi que sur l'Atlas d'Andrea Bianco (1436).
La carte du Vinland (1434) indique une île nommée « Antilia » située au sud d'une autre île nommée « île de Branzilæ ».
La carte marine de Pizzigano (1424) indique également une île de couleur rouge nommée « Antilia ».

### João Vaz Corte-Real
En 1472, l'explorateur portugais João Vaz Corte-Real se rend sur l'île de Bacalao sur laquelle les marins-pêcheurs portugais pêchent la morue depuis une longue période avec leurs homologues français. Terra Nova do Bacalhau (littéralement, Terre-Neuve des morues). Cette île, qui n'a jamais été identifiée avec certitude, pourrait être Terre-Neuve.

### Didrik Pining, Hans Pothorst et Jean Scolvus
Dans les années 1470, les corsaires du Saint-Empire romain germanique Didrik Pining et Hans Pothorst, ainsi que le navigateur Jean Scolvus (aux origines incertaines) participent à une expédition dans l’Atlantique nord au service de Christian Ier de Danemark. Celle-ci aurait atteint Terre-Neuve et le Labrador. Il pourrait s'agir de la même expédition que celle de João Vaz Corte-Real, qui aurait été montée conjointement par le Danemark et le Portugal.

### Thomas Croft et John Jay de Bristol
Dès le début du XVe siècle et surtout après la fin de la guerre de Cent Ans, des marins anglais de Bristol auraient mis le cap vers l'île de Brasil. Dès 1480, les navigateurs Thomas Croft et John Jay seraient partis de Bristol sur deux navires, le Trinity et le George, vers l'île de Brasil pour y rapporter non pas le fameux bois de brasil, mais de la morue dont le commerce avait été monopolisé par la Ligue hanséatique au détriment de nombreux ports dont Bristol,.

### Jean Cousin, le navigateur dieppois

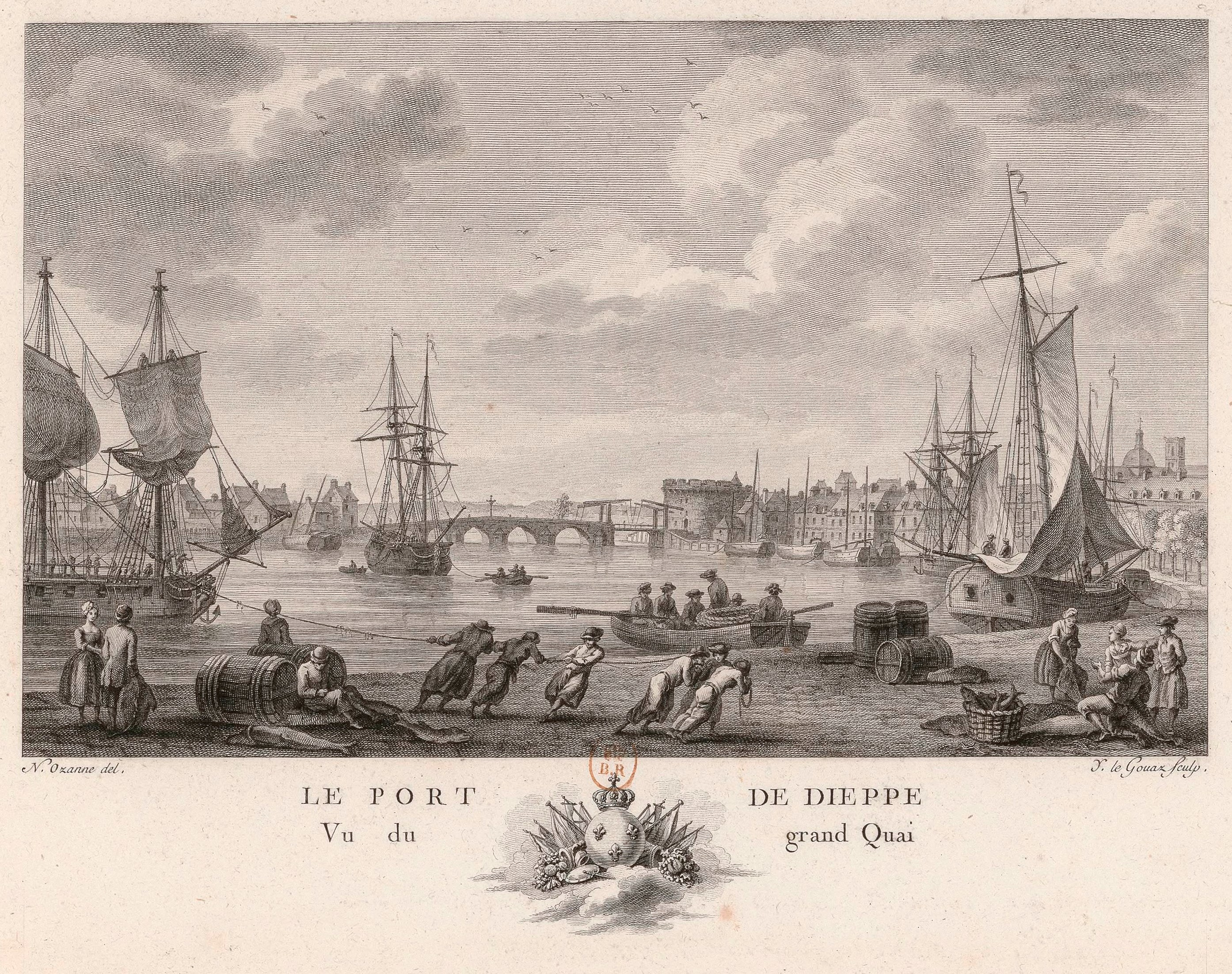
Le port de Dieppe.

En 1488, le capitaine dieppois Jean Cousin, part vers l'Afrique de l'ouest puis les îles des Açores. En route vers cet archipel, son navire aurait été drossé par la tempête et les courants vers l'Amérique du Sud. Il aurait alors accosté au Brésil au cap San Rogue. Selon certains auteurs il aurait remonté un large fleuve qu'il nomma « Maragnon » (nommé depuis Amazone) puis rentra à Dieppe en 1489,,.
Il aurait été accompagné par Vincent Pinzon, futur commandant de La Niña et son frère Martin Pinzon celui de la Pinta, deux des trois bateaux qui s'élancèrent à la conquête du Nouveau Monde quatre ans plus tard sous les ordres de Christophe Colomb. Cette relation, défendue par Paul Gaffarel à la fin du XIXe siècle, est sérieusement mise en doute par différents historiens,. À ce sujet, Pierre Chaunu souligne que « l'historiographie française du XIXe siècle a eu ses prétentions. Charles-André Julien, jadis, a achevé de dissiper la légende de la découverte de la Guinée par les Normands et de la découverte du Brésil par Jean Cousin ».

## Contacts précolombiens au départ des Amériques

### Pêcheurs américains en Europe
Entre 1150 et 1700, 37 cas d'embarcations légères, vides ou porteuses de cadavres ont été recensées aux Canaries, en Irlande, en Islande, en Écosse et en Norvège. Il s'agissait d'Indiens américains ou d'Inuits échoués. Certaines de ces embarcations sont conservées au musée d'ethnographie de Munich, d'histoire naturelle d’Édimbourg, au musée d'Aberdeen. Certaines embarcations « extra-européennes » sont visibles dans la cathédrale de Trondheim (Norvège) et dans l'église de Bourre à Orkney dans les Orcades,,.
Les récits antiques et médiévaux racontent également la découverte de telles embarcations avec éventuellement des survivants à bord, en Germanie (Ier siècle), à Rouen (Moyen Âge, Historiae Venetae, VII, 257) reprises dans l’œuvre d'Alexandre de Humboldt

### Expédition inca vers l'île de Pâques

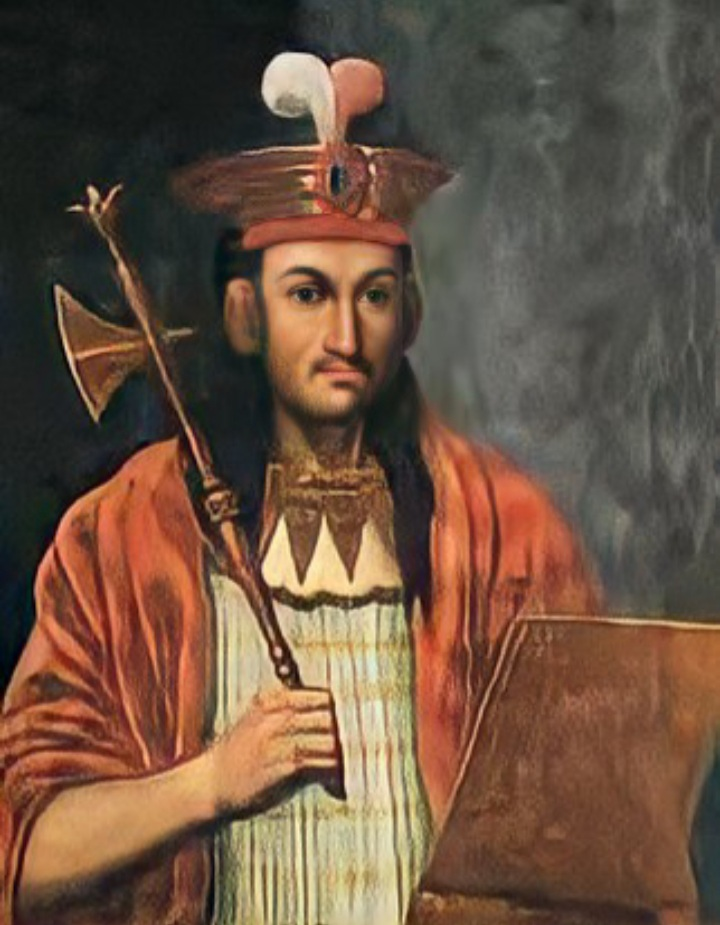
Portrait de Túpac Yupanqui

Sous l’empereur inca Pachacutec (1438-1471), son fils Tupac Yupanqui aurait mené une expédition maritime dans l'Océan Pacifique et aurait atteint les îles Auachumpi et Ninachumpi. C'est du moins ce que rapportent plusieurs chroniqueurs espagnols de la fin du XVIe siècle. C'est aussi ce qu'affirme l’historien péruvien José Antonio del Busto Duthurburu (es), qui a retracé un document rédigé par le conquistador Pedro Sarmiento de Gamboa. Busto, tout comme María Rostworowski, affirme que les deux îles abordées par Tupac seraient fort probablement Mangareva (l’île principale de l’archipel des Gambier) et l’île de Pâques,.

## Recherches contemporaines
Les recherches de Thor Heyerdahl indiquent des voyages vers l'Amérique au départ du Maroc, sans possibilité de retour, auraient été possible avec les technologies de la haute antiquité Égyptienne.
Certains auteurs comme le journaliste Ivan Van Sertima proposent de voir dans la légende Inca de Quetzalcóatl le récit mythifié de l’arrivée d'africains,. Cette théorie fait l'objet d'une « critique dévastatrice » en 1997 de la part de trois mésoaméricanistes dans la revue de référence Current Anthropology, « dénonçant les plus rédhibitoires de ses erreurs et montrant clairement combien certaines sont grossières ». L'ensemble des arguments de type culturels au départ de l'Afrique ont été réfutés.
Les études continuent autour d'arguments de type génétique humaine et des plantes qui orientent vers des contacts anciens depuis l'Asie.